# Huejuquilla el Alto
Huejuquilla är en ort i Mexiko.   Den ligger i kommunen Huejuquilla el Alto och delstaten Jalisco, i den centrala delen av landet, 600 km nordväst om huvudstaden Mexico City. Huejuquilla ligger 1 742 meter över havet och antalet invånare är 4 640.
Terrängen runt Huejuquilla är kuperad åt nordväst, men åt sydost är den platt. Runt Huejuquilla är det glesbefolkat, med 14 invånare per kvadratkilometer. Huejuquilla är det största samhället i trakten. I omgivningarna runt Huejuquilla växer huvudsakligen savannskog.